# Manuel de Lardizábal y Uribe

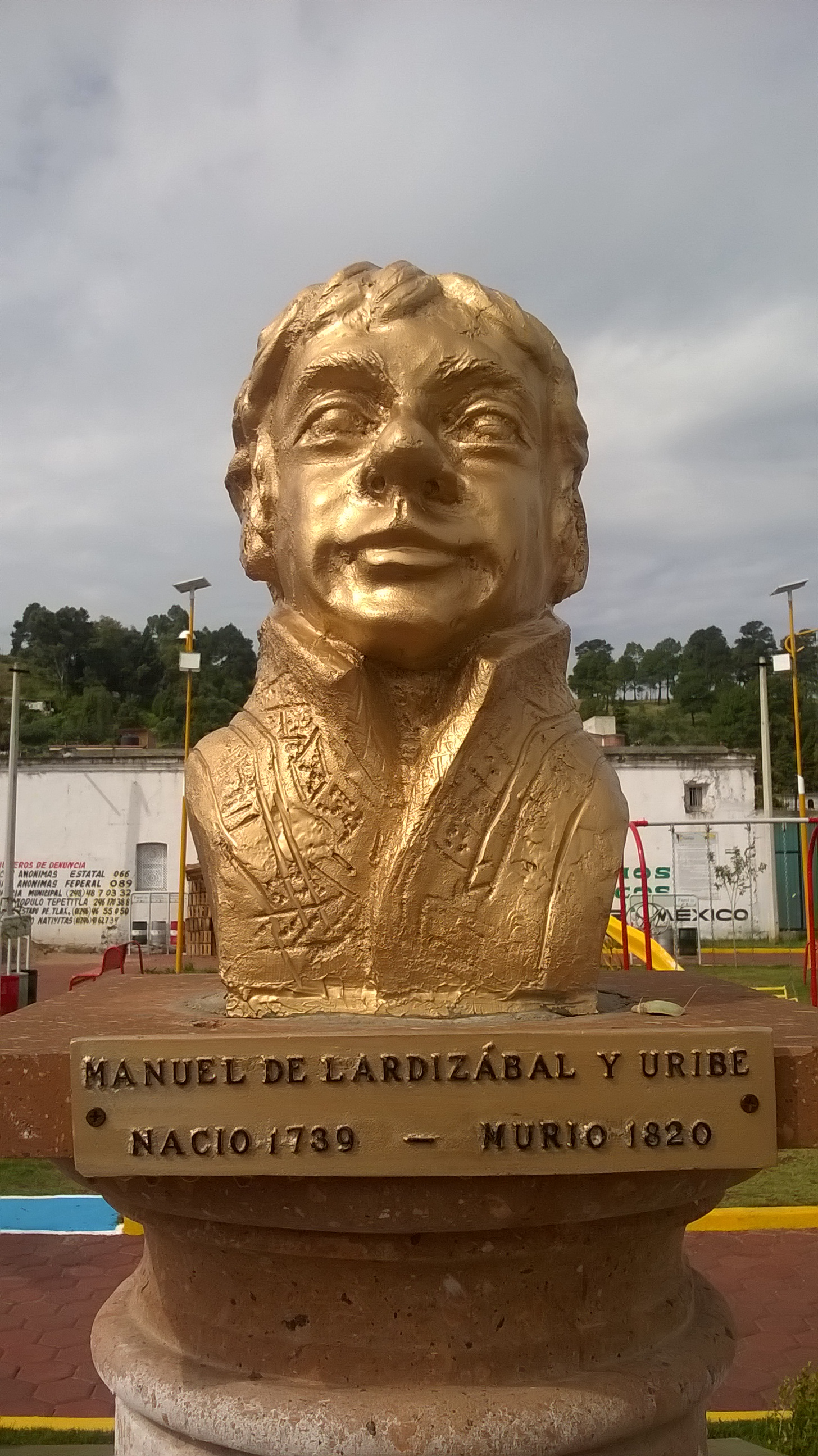
Manuel Lardizábal y Uribe

Manuel de Lardizábal y Urive/Uribe (San Juan del Molino, Tlaxcala, 22 de diciembre de 1739 - Madrid, 25 de diciembre de 1820), jurista novohispano.

## Biografía
Estudió filosofía, letras y jurisprudencia en el Colegio de San Ildefonso de Puebla de los Ángeles. Posteriormente, en España, consiguió el título de Bachiller en Leyes por la Universidad del Burgo de Osma (1761) y de Cánones por la de Valladolid (1761-64). En 1775 ingresó en la Real Academia Española. Parece haber sido el heredero del sillón C que ocupaba su suegro Francisco Antonio de Angulo desde el año 1743, con 36 años de edad, siendo ya en 1783, con 44, Secretario de la Academia. 
Sus principales aportaciones tuvieron lugar en el campo del derecho penal, al haber sido nombrado por Carlos III en 1770 miembro de una comisión para afrontar la reforma de las leyes penales. Sus aportaciones teóricas fueron valiosas pero escasas en la práctica debido al contexto político: fue desterrado en 1794 por Manuel Godoy a las tierras de sus antepasados guipuzcoanos, (Segura, Guipúzcoa), enseñando con su hermano Miguel en la renovadora e influyente Real Sociedad Económica de Amigos del País de Vergara, y al mismo tiempo despreciado por los liberales españoles, a partir de los 70, por su filiación absolutista. De manera que, pese a sus profundas investigaciones en materia de derecho penal, no colaboraría en la elaboración del que luego sería el código penal de 1822, durante el llamado Trienio Liberal.
Lardizábal parece definirse como ilustrado cristiano, y estuvo muy influenciado por el reformista Cessare Beccaria, cuyas ideas recibió bajo el prisma del absolutismo imperante en la época, decidiéndose a escribir su famoso "Discurso sobre las penas, contraído a las leyes de España para facilitar su reforma" (1782), el cual gira en torno al castigo, propugnando una urgente necesidad de cambio en las leyes con base en la equidad, la justicia y la razón. Coincidía con el pensador italiano al considerar el contrato social como origen del ius puniendi del estado, pero Lardizábal insistía en el origen divino del poder y, basándose en esa idea, negaba la división de poderes por ser incompatible con la existencia del Consejo de Castilla, lo mismo que su hermano Miguel de Lardizábal y Uribe del Consejo de Regencia por la Junta de Cádiz al declararse por cambio que la soberanía real emanaba del pueblo, tal como se ha aceptado posteriormente en España.
La aportación más importante de Lardizábal fue su Teoría de la Pena (utilitarista relativa o moderada), terreno en el que probablemente supera a Beccaria. De Beccaria admitía la primacía del principio de legalidad y por tanto el rechazo del arbitrio judicial, así como la proporcionalidad de las penas (que debían ser prontas y seguras) y la necesidad de abolir la tortura. Sin embargo, y en contra de las tendencias más avanzadas de la época, no rechazaba la pena capital, no admitía la igualdad frente a la ley penal ni creía que la prevención fuera la justificación de la pena, pues Lardizábal basaba el castigo en un fin principal (la corrección del delincuente) y en unos fines subordinados (el escarmiento, la seguridad y la reparación).